# Bradley Bozeman
Bradley Bozeman (Roanoke, 24 novembre 1994) è un giocatore di football americano statunitense che milita nel ruolo di centro per i Los Angeles Chargers della National Football League (NFL).

## Carriera universitaria
In gioventù frequenta la Handley High School di Roanoke, Alabama, per poi scegliere di frequentare l'Università dell'Alabama nel 2013. Dopo tre annate trascorse come gregario, a partire dal 2016 è centro titolare dei Crimson Tide, dei quali è nominato capitano nel 2017. Il 6 gennaio 2018 conquista con i Crimson Tide il titolo di campione nazionale.

## Carriera professionistica

### Baltimore Ravens
In occasione del Draft NFL 2018, Bozeman viene selezionato al sesto giro dai Baltimore Ravens, come 215ª scelta assoluta. Debutta tra i professionisti il 9 settembre 2018, nella gara del primo turno vinta contro i Buffalo Bills. Il 6 gennaio 2019 timbra la sua prima presenza nei playoff, in occasione del wild card game perso contro i Los Angeles Chargers. A partire dal 2019 è centro titolare dei Ravens.

### Carolina Panthers
Il 18 marzo 2022 si accasa ai Carolina Panthers, dove gioca per due stagioni.

### Los Angeles Chargers
Il 18 marzo 2024 Bozeman firma con i Los Angeles Chargers.